# Michelle Rodriguez
Mayte Michelle Rodriguez (San Antonio, Texas, 12 de juliol del 1978), coneguda professionalment com a Michelle Rodriguez, és una actriu estatunidenca d'ascendència dominicana i porto-riquenya. S'ha fet famosa pels seus papers a les pel·lícules The Fast and the Furious, Resident Evil, S.W.A.T. o Avatar; i a la sèrie de televisió Lost.

## Inici
Michelle és filla de Rafael Rodríguez i Carmen Milady; té un total de deu germans i germanastres. Quan els pares es van separar, el 1986, va marxar amb la mare a la República Dominicana. Va viure a Puerto Rico fins als onze anys. Més tard, es va traslladar a Nova Jersey. La seva àvia materna la va educar com a testimoni de Jehovà.

## Carrera
Aspirant a actriu, quan buscava la primera feina, es va topar amb el càsting de la pel·lícula independent i de baix pressupost Girlfight. Es va imposar a les altres 350 aspirants i va encarnar Diana Guzmán, una adolescent que canalitza la seva agressivitat a través de la boxa. Va ser la primera audició, i l'actuació va ser reconeguda tant per la crítica com el públic.
Més tard va participar en altres pel·lícules, gràcies a les quals ha anat consolidant la seva carrera: The Fast and the Furious, Resident Evil i S.W.A.T..
El 2004 va ser la veu d'un soldat de marina en el videojoc Halo 2. També va ser la veu de Liz Ricarro en la sèrie IGPX, de la Cartoon Network.
Entre el 2005 i el 2006 va ser Ana Lucía Cortez, personatge de la sèrie Lost, a l'American Broadcasting Company (ABC).
El 2007 va protagonitzar amb Charlize Theron la pel·lícula Batalla a Seattle. El 2009 va intervenir en el quart lliurament de la saga Fast & Furious. També el 2009 va interpretar la pilot Trudy Chacón en la pel·lícula Avatar.
A cavall entre 2009 i 2010 va rodar Trópico de sangre, una pel·lícula independent sobre la història de les germanes Mirabal, asesinades el 1960 pel dictador dominicà Trujillo perquè s'oposaven al règim del seu govern.
El 2010, dirigida per Robert Rodríguez, va intervenir a Machete interpretant a Luz, una immigrant mexicana que viu a Texas, en una zona on el conflictes migratoris estan molt vius.
Fins al 20 de juliol de 2010, les pel·lícules de Rodríguez van recaptar $ 1,272,734,719 als Estats Units i $ 3,686,521,043 a tot el món. El 2012, Rodríguez va tornar a actuar a Resident Evil: Venjança per personificar el clon bo i el clon dolent de Rain Ocampo. El 2013 va tornar a interpretar el seu paper de Leticia "Letty" Ortiz en Fast & Furious 6. El 2013, Rodriguez va aparèixer en la pel·lícula Matxet Kills, de Robert Rodriguez.

## Vida personal
A principis de 2000, Rodríguez va trencar amb el seu xicot musulmà, al·legant que no suportava les normes que el seu nuvi els exigia causa de la seva religión. Al voltant de 2001, Rodríguez va estar sortint amb l'actor Vin Diesel, el seu company en la pel·lícula The Fast and the Furious. Al 2002 va aparèixer en la posició número 78 en la llista de la revista Stuff de Les 102 Dones Més Sexys del Món, i número 34 a la llista de la revista Maxim de Les 100 Dones Més Sexys, totes dues en els seus edicions dels Estats Units. El 2003, Rodríguez va ser fotografiada donant-se un petó amb el nuvi de Kylie Minogue, Olivier Martinez, més tard van ser fotografiats en festes junts al iot de Puff Daddy, al sud de França.
El 2006, es va informar que Rodríguez s'havia interessat en l'actor irlandès Colin Farrell.Al juliol d'aquest mateix any, Rodríguez va dir a la revista britànica Cosmopolitan que no era gai, però hi havia "experimentat amb dos sexes" .En novembre del mateix any, l'actriu Kristanna Loken, qui és obertament bisexual, va fer comentaris a The Advocate que van ser àmpliament divulgats pels mitjans de comunicació donant a entendre que les dues estaven en una relació.
A principis de 2007 va ser fotografiada de nou amb Olivier Martinez. Aquesta vegada els dos van ser vists sopant junts al Chateau Marmont a Los Angeles, on s'allotjava Martinez. Al juny d'aquest mateix any, la revista Curve la descriu com una "bi bad girl" ("bi nena dolenta"), al·ludint a la seva suposada bisexualitat. Rodríguez mai va donar una entrevista a la revista, i per tant, en resposta va utilitzar el seu blog per criticar la revista.
El 12 d'agost de 2010, es va confirmar que Rodríguez havia de ser una activista Sigui Shepherd durant la temporada de caça de balenes 2010-2011, anomenada Operation No Compromise.
Al maig de 2014, es va descriure a si mateixa com bisexual durant una entrevista, afegint "Què té de dolent ser bi? Vull dir, vam rebre crítiques on sigui que anem".

## Filmografia

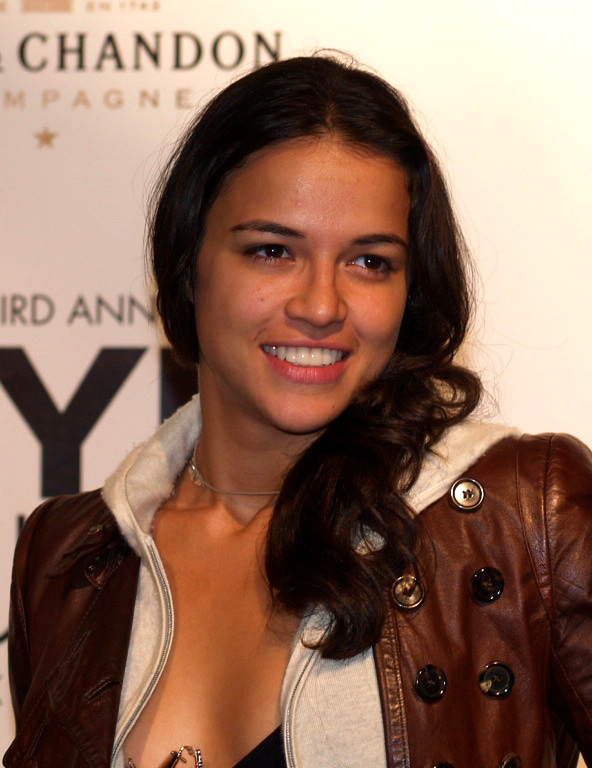
Rodriguez a la New York Fashion Week, primavera del 2006

| Cinema    | Cinema                            | Cinema                |
| Any       | Títol                             | Personatge            |
| --------- | --------------------------------- | --------------------- |
| 2000      | Girlfight                         | Diana Guzman          |
| 2001      | The Fast and the Furious          | Letty                 |
| 2001      | 3 a.m.                            | Salgado               |
| 2006      | The Breed                         | Nikki                 |
| 2006      | BloodRayne                        | Katarin               |
| 2002      | Blue Crush                        | Eden                  |
| 2002      | Resident Evil                     | Rain Ocampo           |
| 2003      | Els homes de Harrelson (S.W.A.T.) | Chris Sanchez         |
| 2004      | Assassí (Control)                 | Teresa                |
| 2007      | Batalla a Seattle                 | Lou                   |
| 2008      | Garden of the Night               |                       |
| 2009      | Fast & Furious                    | Letty                 |
| 2009      | Avatar                            | Trudy Chacon          |
| 2010      | Trópico de sangre                 | Minerva Mirabal       |
| 2010      | Machete                           | Luz / Shé             |
| 2011      | Battle: Los Angeles               | Sergent Elena Santos  |
| 2011      | Blacktino                         | Charlotte Foster Jane |
| 2012      | Resident Evil: Vengança           | Rain Ocampo           |
| 2013      | Fast & Furious 6                  | Letty                 |
| 2013      | Machete Kills                     | Luz / Shé             |
| 2013      | Turbo                             | Paz                   |
| 2015      | Furious 7                         | Letty                 |
| 2016      | Els Barrufets. El poble amagat    | Pitufitormenta        |
| 2017      | Fast & Furious 8                  | Letty                 |
| Televisió |                                   |                       |
| Any       | Títol                             | Personatge            |
| 2005      | Immortal Grand Prix               | Liz Ricarro           |
| 2005–2006 | Lost                              | Ana Lucía Cortez      |
| 2010      | Top Gear                          | Ella mateixa          |
| 2013      | American Dad                      | Jenny Smith           |
| Videojocs |                                   |                       |
| Any       | Joc                               | Personatge            |
| 2004      | Halo 2                            | Infant de Marina      |
| 2009      | James Cameron's Avatar: The Game  | Capitán Trudy Chacon  |
| 2012      | Call of duty: Black Ops II        | Strike Force          |